# Franzosenschanze (Münden)

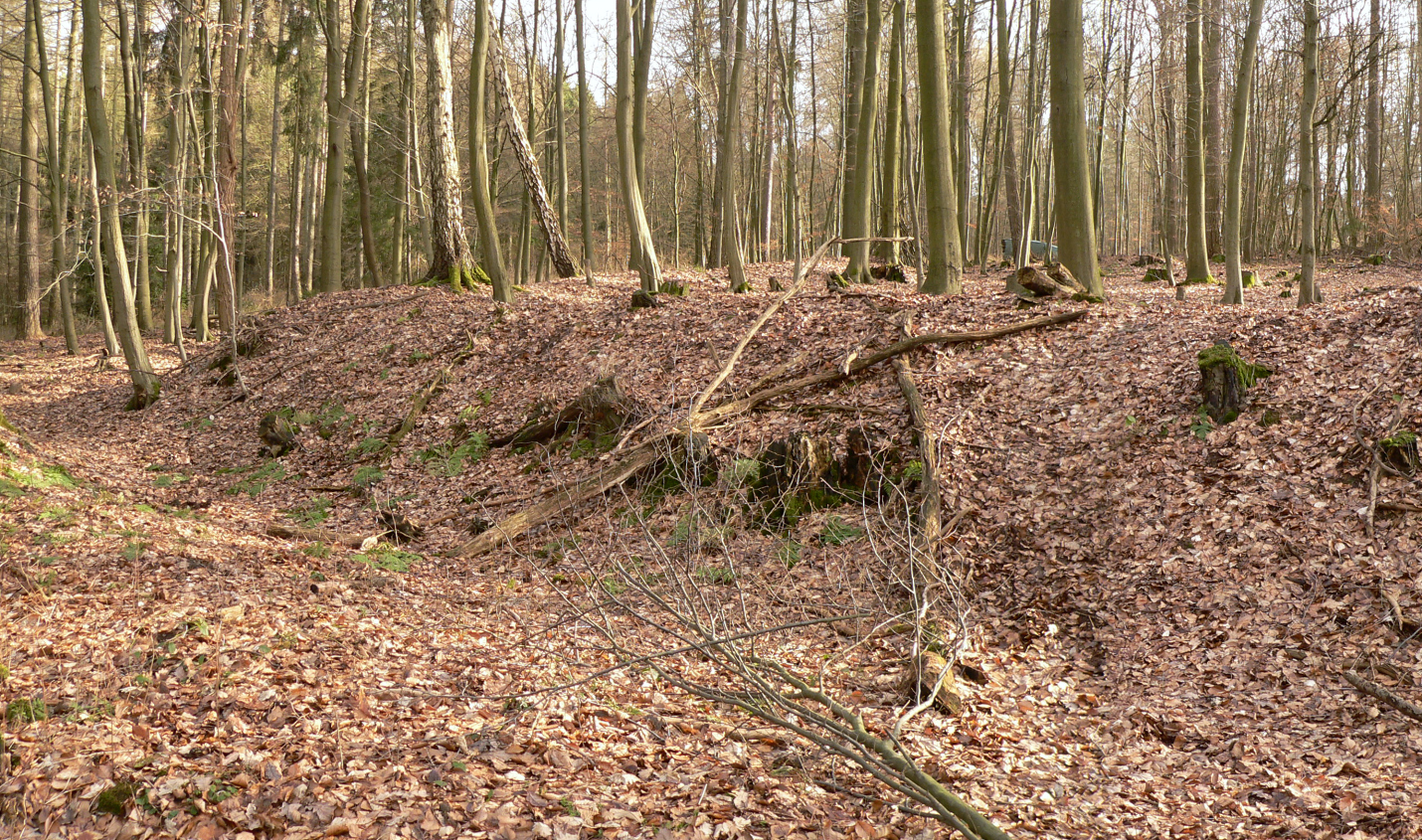
Das erhöhte Gelände der Franzosenschanze Münden

Die Franzosenschanze war eine im Siebenjährigen Krieg angelegte Schanze, deren Reste sich auf dem Questenberg auf etwa 213 Meter über NN nördlich der Altstadt von Hann. Münden befinden.

## Beschreibung

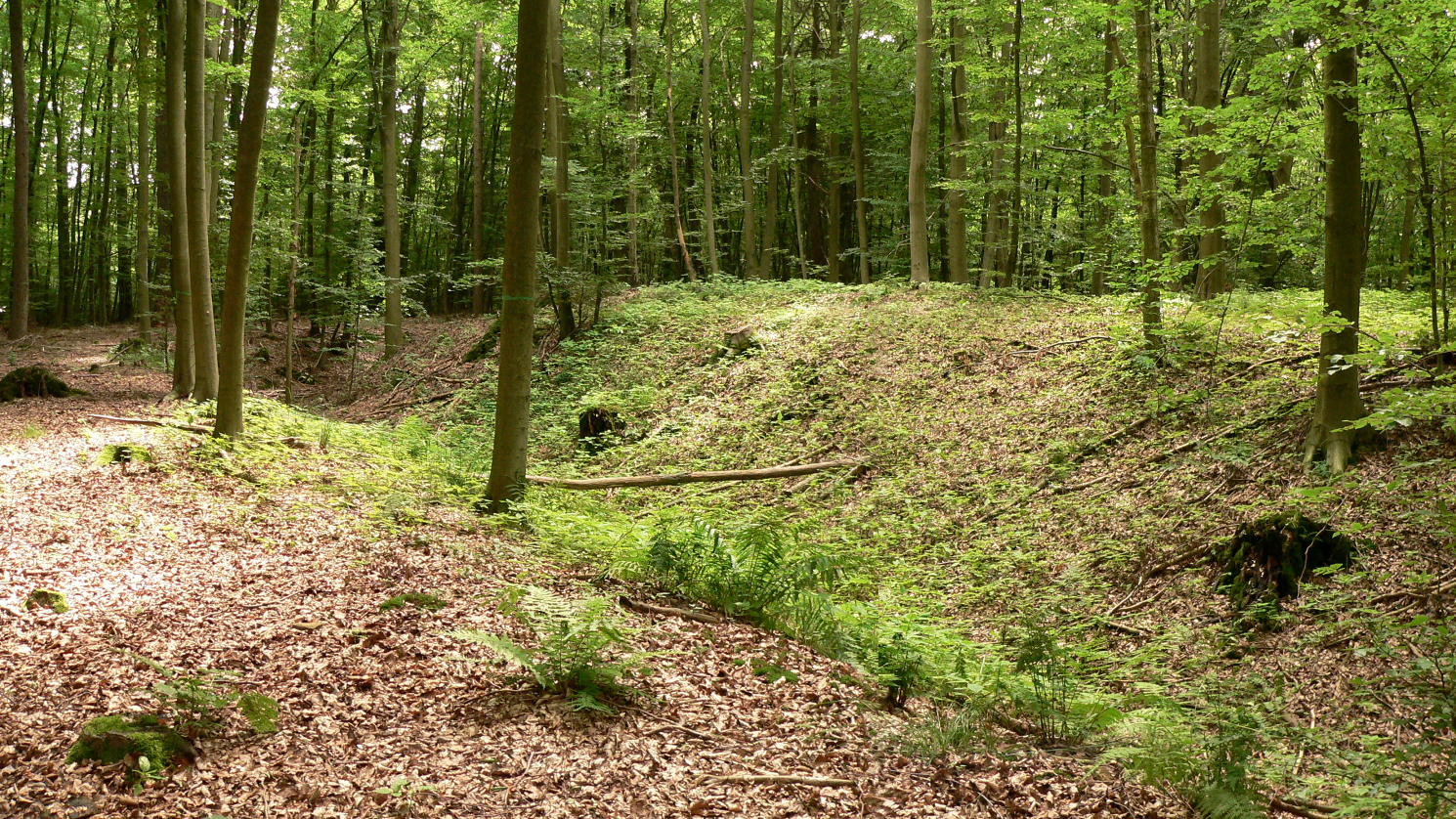
Graben der Schanze

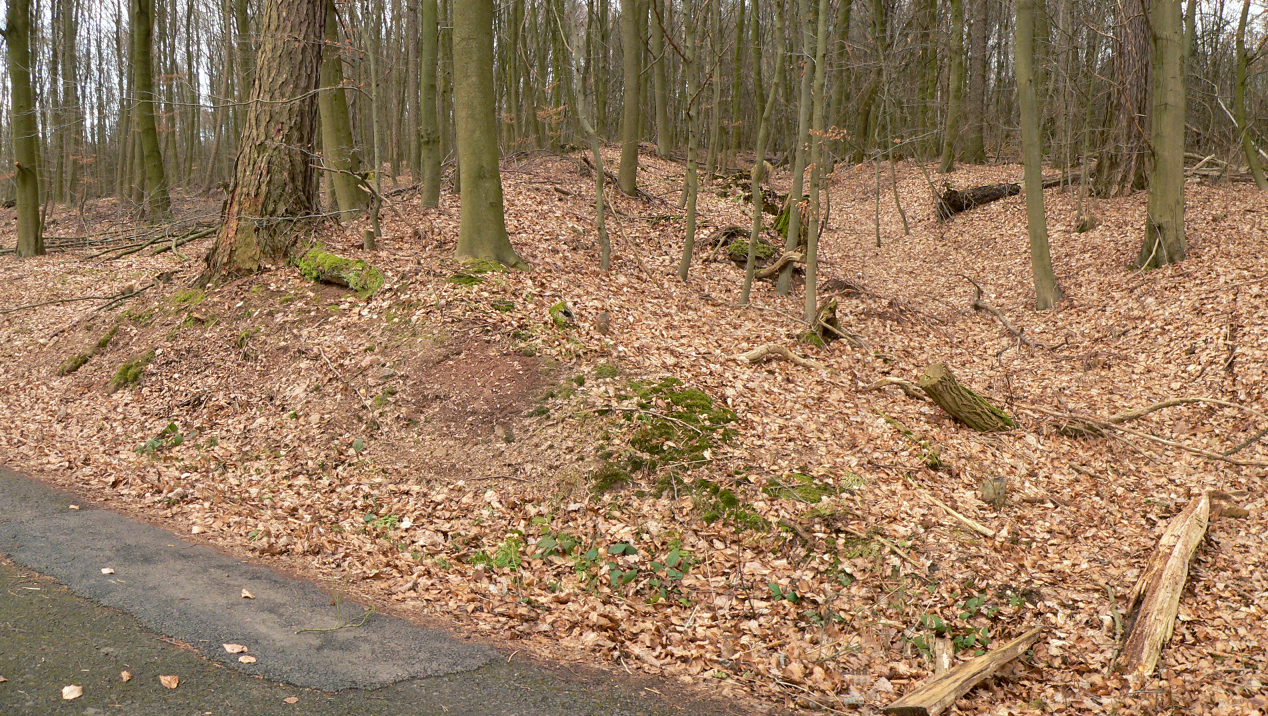
Flankierender Wall mit Graben, durchschnitten von einem neueren Waldweg

Bei der Schanze handelte es sich um eine geschlossene, sechseckige Anlage mit etwa 100 Meter Durchmesser. Sie bestand aus einer leichten Erhöhung des Geländes mit einem Wall und davor liegendem Graben. Außerdem bestanden flankierende Wallgräben. Die Anlage ist unter Wald gut erhalten geblieben.

## Geschichte
Die Schanze wurde während des Siebenjährigen Kriegs von französischen Truppen angelegt, die die Stadt Münden besetzt hatten. Zu ihrer Errichtung wurde die Bevölkerung aus dem nahe gelegenen Münden herangezogen. Die auf der Schanze postierten Kanonen sicherten die Stadt und Verkehrswege, auf denen sich der Feind nähern konnte. Auch ließen sich von hier gegnerische Truppen unter Herzog Ferdinand von Braunschweig-Wolfenbüttel beschießen, die auf der gegenüberliegenden Erhebung des Rabanenkopf als dem späteren Standort der Tillyschanze ebenfalls eine Schanze angelegt hatten.